# Buikwe (district)
Buikwe is een district in de regio Central van Oeganda. De hoofdstad is de gelijknamige plaats Buikwe. Buikwe telde in 2014 422.771 inwoners en in 2020 naar schatting 474.100 inwoners op een oppervlakte van 1231 km². Meer dan 70% van de bevolking woont in stedelijk gebied. Het district ligt aan het Victoriameer.
Het district werd gecreëerd in 2009. Het is verder onderverdeeld in 11 subcounty's, 65 gemeenten (parishes) en telt 638 dorpen.